# Денуэкс, Рейнальд
Рейна́льд Денуэ́кс (фр. Raynald Denoueix, род. 14 мая 1948 года) — французский футбольный тренер.

## Биография
По окончании карьеры игрока — играл за «Нант» — стал работать в центре подготовки молодых игроков клуба, где провёл в качестве тренера и руководителя 15 лет. По окончании сезона 1996/97 сменил на посту главного тренера клуба Жана-Клода Сюодо. В период с 2002 по 2004 годы тренировал футбольный клуб «Реал Сосьедад» из Сан-Себастьяна.
В сезоне 2002/03, во главе клуба «Реал Сосьедад», Рейнальд Денуэкс продолжительное время лидировал в Примере. Это стало неожиданностью для всех. Но, в предпоследнем туре первенства его команда играла сложнейший матч в с «Сельтой» из Виго. Матч был проигран 2:3. На первую строчку таблицы поднялся «Реал Мадрид». В заключительном туре оба «Реала» одержали победы и «Реал Сосьедад» стал лишь вторым. Но и это был грандиозный успех тренера. По информации футбольных комментаторов в том сезоне имел место спортивный спор между Дено и Карпиным на предмет того — сумеет ли ветеран забить более 15 мячей за сезон. Денуэкс проиграл этот спор игроку. В ЛЧ 2003/04 Денуэкс вывел «Реал Сосьедад» в плей-офф.

## Достижения
В качестве игрока
- Чемпион Франции: 1972/73, 1976/77
- Обладатель Кубка Франции 1978/79

В качестве тренера
- Обладатель Кубка Франции: 1998/99, 1999/00
- Обладатель Суперкубка Франции 1999, 2001
- Чемпион Франции: 2000/01
- Серебряный призёр чемпионата Испании 2003

## Личные награды
- Тренер года Лиги 1: 2000/01
- Тренер года испанского чемпионата по версии журнала «Don Balón» в 2003 году.